# 화성에서 본 수성 일면통과

큐리오시티 로버로 본 화성에서 본 수성 일면통과 (2014년 6월 3일)

화성에서 본 수성 일면통과는 태양과 화성 사이에 수성이 정확히 위치할 때 발생한다. 이때 수성은 태양 원반 위를 지나가는 작은 점처럼 보인다. 화성에서의 수성 일면통과는 지구에서의 수성 일면통과보다 더 자주 일어나는데, 대략 10년에 2~3회 꼴로 발생한다.
아직까지 화성에서 수성이 태양 표면을 지나가는 것을 목격한 사람은 없다.
화성 탐사선 스피릿 로버와 오퍼튜니티 로버가 2005년 1월 12일(UTC 기준 14:45부터 23:05까지) 이 현상을 관측할 기회가 있었으나, 카메라가 수성을 잡아내기에는 해상도가 부족해서 실패했다. 대신 이 둘은 태양을 가리는 포보스와 데이모스의 모습을 대신 보내왔다.(데이모스의 시지름은 수성의 6.1초의 20배인 2분이었기 때문에 카메라가 상을 포착할 수 있었다) JPL 허라이즌스가 추산한 천문력표에 따르면, 오퍼츄너티는 당시 UTC 기준 19:23(일면통과 시작)부터 일몰까지, 스피릿은 19:38(일출)부터 일면통과 종료까지 이 광경을 지켜보았다.
2014년 6월 3일, 게일 크레이터에 위치해 있는 큐리오시티 로버가 수성의 일면통과를 포착하는 데 성공했다. NASA의 보도에 따르면, 수성은 큐리오시티 호가 촬영한 사진의 화소 하나의 고작 1/6 정도 밖에 보이지 않았다. 이는 지구 외의 행성에서 본 다른 행성의 첫 일면통과이자, 화성에서 처음으로 본 수성의 모습이다.
공식 1/(1/P-1/Q)을 사용하면(P는 수성의 공전 주기 87.969일, Q는 화성의 공전 주기 686.98일이다) 수성과 화성의 회합 주기는 100.888일이다.
화성의 공전궤도 경사각에 대한 수성의 경사각은 5.16도이다. 이는 지구 경사각에 대한 수성 경사각 7도보다 작은 값이다.

## 과거 및 미래의 수성 일면통과
| 2000년 ~ 2100년 일면통과 시각 | 2000년 ~ 2100년 일면통과 시각 | 2000년 ~ 2100년 일면통과 시각 |
| ----------------------------- | ----------------------------- | ----------------------------- |
| 2003년 12월 18일              | 2044년 7월 13일               | 2084년 1월 12일               |
| 2005년 1월 12일               | 2045년 5월 24일               | 2084년 12월 22일              |
| 2005년 11월 23일              | 2052년 11월 8일               | 2092년 5월 9일                |
| 2013년 5월 10일               | 2053년 12월 3일               | 2093년 6월 3일                |
| 2014년 6월 3일                | 2054년 10월 14일              | 2094년 4월 14일               |
| 2015년 4월 15일               | 2063년 4월 25일               |                               |
| 2023년 10월 25일              | 2064년 3월 6일                |                               |
| 2024년 9월 5일                | 2073년 7월 27일               |                               |
| 2034년 1월 26일               | 2074년 8월 22일               |                               |
| 2035년 2월 21일               | 2082년 12월 17일              |                               |

## 동시 통과
수성 일면통과와 금성 일면통과가 동시에 일어날 확률은 희박하다. 18713년, 19536년, 20029년에 일어난다.
3867년 11월 28일에 지구 일면통과가 있고나서 2일 후에 수성 일면통과가 일어난다. 18551년 1월 16일에 수성 일면통과와 금성 일면통과 일어나는데 차이가 14시간이다.

## 같이 보기
- 통과 (천문학)

## 참고 문헌
- Albert Marth, Note on the Transit of the Earth and Moon across the Sun’s Disk as seen from Mars on November 12, 1879, and on some kindred Phenomena, Monthly Notices of the Royal Astronomical Society, 39 (1879), 513–514.
- Giorgini, J.D., Yeomans, D.K., Chamberlin, A.B., Chodas, P.W., Jacobson, R.A., Keesey, M.S., Lieske, J.H., Ostro, S.J., Standish, E.M., Wimberly, R.N., "JPL's On-Line Solar System Data Service", Bulletin of the American Astronomical Society 28(3), 1158, 1996.